# Сидорово (Новокузнецький район)
Си́дорово (рос. Сидорово) — село у складі Новокузнецького району Кемеровської області, Росія. Входить до складу Терсинського сільського поселення.
Стара назва — Сидорова.

## Населення
Населення — 1071 особа (2010; 1070 у 2002).
Національний склад (станом на 2002 рік):
- росіяни — 90 %